# Embolica que fa fort
Embolica que fa fort (títol original: A Fine Mess) és una pel·lícula estatunidenca dirigida per Blake Edwards, estrenada l'any 1986. Ha estat doblada al català.

## Argument
Dos lladregots intenten manipular una cursa de cavalls en un hipòdrom on s'està rodant una pel·lícula. Un dels actors, mentre planeja apoderar-se dels diners de les carreres té una aventura amb la xicota d'un gàngster que també està involucrat en l'assumpte.

## Repartiment
- Ted Danson: Spence Holden
- Howie Mandel: Dennis Powell
- Richard Mulligan: Wayne 'Turnip' Parragella
- Stuart Margolin: Maurici 'Binky' Drundza
- Maria Conchita Alonso: Claudia Pazzo
- Jennifer Edwards: Ellen Frankenthaler
- Paul Sorvino: Tony Pazzo
- Rick Ducommun: Wardell
- Keye Luke: Ishimine
- Ed Herlihy: Periodista de la tele
- Tawny Moyer: Vedette femenina
- Rick Overton: Company
- Larry Storch: Leopold Klop
- Cástulo Guerra: Director italià
- James Cromwell: Detectiu Blist
- Dennis Franz: Phil
- Arthur Hill (no surt als crèdits)

## Crítica
"Fluixa, falta d'alè"